# Wirtschaftsverfassung
Der Begriff Wirtschaftsverfassung wird mit unterschiedlichen Bedeutungsinhalten verwendet. Der Begriff entstammt an sich der Terminologie der Wirtschafts- und Sozialwissenschaften. Dort wird er im Sinne der „Gesamtentscheidung über die Ordnung des Wirtschaftslebens eines Gemeinwesens“ verstanden.
Auch im rechtswissenschaftlichen Sprachgebrauch in Deutschland kommen dem Begriff unterschiedliche Bedeutungsinhalte zu. Früher wurde er meist als die Gesamtheit aller Normen des öffentlichen und privaten Rechts verstanden, in denen Regelungen zur wirtschaftlichen Ordnung enthalten sind. Heute hat es sich allerdings durchgesetzt, mit dem Begriff die Gesamtheit der wirtschaftsordnenden Rechtsnormen im Range des Verfassungsrechts zu bezeichnen. Insofern bedeutet der Begriff „Wirtschaftsverfassung“ in Deutschland die sich aus dem Grundgesetz und dem höherrangigen Verfassungsrecht der Europäischen Union (EU) ergebenden rechtlichen Grundregelungen der wirtschaftlichen Ordnung.

## Grundgesetz
Das Grundgesetz enthält, anders als noch die Weimarer Reichsverfassung, keinen Abschnitt, der explizit „das Wirtschaftsleben“ regelt (Art. 151–166 WRV). Auch mit der Aufnahme der Grundrechte der Berufsfreiheit (Art. 12 Abs. 1 GG), der Eigentumsgarantie (Art. 14 Abs. 1 GG) und der Allgemeinen Handlungsfreiheit (Art. 2 Abs. 1 GG) sollte dem Grundgesetz keine bestimmte Wirtschaftsordnung mitgegeben werden. Diese wollte der Parlamentarische Rat der Zukunft überlassen. Auch die in Art. 15 GG geregelte Sozialisierung sollte daran nichts ändern. Gleichwohl wurde insbesondere in der Nachkriegszeit, aber auch noch heute, darüber gestritten, welche Wirtschaftsverfassung das Grundgesetz enthält.

### Einordnungen
Hans Carl Nipperdey entwickelte die These, dem Grundgesetz liege die Wirtschaftsverfassung der Sozialen Marktwirtschaft zugrunde. Er sah die in Art. 2 Abs. 1 GG gewährleistete Allgemeine Handlungsfreiheit als die Magna Charta der Marktwirtschaft, die, durch das Sozialstaatsprinzip ergänzt, das Grundkonzept der Sozialen Marktwirtschaft verfassungsrechtlich gewährleistet. Der Gesetzgeber müsse dies bei seiner Gesetzgebungsarbeit berücksichtigen und dürfe daher auch keine Gesetze schaffen, die der Sozialen Marktwirtschaft zuwiderlaufen.
Ernst Rudolf Huber stellte sich gegen Nipperdeys Konzept und behauptete, dem Grundgesetz liege das Konzept einer „gemischten Wirtschaftsverfassung“ zugrunde. Dies ergebe sich aus dem Gleichgewicht zwischen der in den Grundrechten gewährleisteten Offenheit einerseits und dem materiellen Systemabschluss durch andere Regelungen andererseits.
Im Gegensatz zu den konservativen Staatsrechtlern hatte der sozialistisch orientierte Staatsrechtler und Politologe Wolfgang Abendroth versucht, die sozialstaatlichen Elemente des Grundgesetzes zu betonen. Durch die Sozialstaatsklausel werde nach seiner Ansicht der Gesellschaft die verfassungsrechtliche Möglichkeit eröffnet, „ihre eigenen Grundlagen umzuplanen“. Der Sozialismus könne daher auch unter dem Grundgesetz verwirklicht werden; wer dafür eintrete, verstoße nicht gegen die freiheitliche demokratische Grundordnung und dürfe daher auch nicht als angeblicher „Verfassungsfeind“ verfolgt werden.

### Rechtsprechung
Das Bundesverfassungsgericht hat bereits mit der Investitionshilfe-Entscheidung vom 20. Juli 1954  festgelegt, dass das Grundgesetz weder die wirtschaftspolitische Neutralität der Regierungs- und Gesetzgebungsgewalt noch eine nur mit marktkonformen Mitteln zu steuernde „soziale Marktwirtschaft“ garantiert. Der Verfassungsgeber habe sich nicht ausdrücklich für ein bestimmtes Wirtschaftssystem entschieden. Daher spricht das Bundesverfassungsgericht von der „wirtschaftspolitischen Neutralität“ des Grundgesetzes.
In der Folge hat das BVerfG seine diesbezügliche Rechtsprechung größtenteils beibehalten und sie auch in der Mitbestimmungsentscheidung vom 1. März 1979, in der es um die Verfassungsmäßigkeit des Mitbestimmungsgesetzes ging, im Wesentlichen bestätigt. Allerdings hat das Gericht in dieser Entscheidung nachdrücklicher noch als in der Investitionshilfe-Entscheidung darauf hingewiesen, dass die gesetzgeberischen Möglichkeiten zur Umgestaltung in den Grundrechten ihre Grenzen finden müssten.
In ständiger Rechtsprechung hat das Bundesverfassungsgericht aus dem Sozialstaatsprinzip nach Art. 20 Abs. 1 in Verbindung mit der Menschenwürde des Art. 1 Abs. 1 GG und der Handlungsfreiheit des Art. 2 Abs. 1 GG eine „objektive Wertordnung“ festgeschrieben, die als „soziale Demokratie in den Formen des Rechtsstaates“, aus der sich öffentliche Aufgaben insbesondere im Bereich der Daseinsvorsorge ergeben, konturiert wurde und der Ewigkeitsgarantie des Art. 79 Abs. 3 GG unterliegt.

### Europäische Union
Der fortschreitende Ausbau und die Vertiefung des früheren „Gemeinsamen Marktes“ (EWG, ab 1957) und seine Vollendung als „Europäischer Binnenmarkt“ (1993) führt zusammen mit der EU-Wirtschafts- und Währungsunion und dem Europäischen Zahlungsraum (SEPA) u. a. zur Bildung eines einzigen, nach innen und außen einheitlichen Rechts- und Wirtschaftsgebietes. Dies hat zu tiefgreifenden wirtschaftlichen und wirtschaftspolitischen Souveränitäts-, Verfassungs- und Machtübertragungen bzw. -verschiebungen von den einzelnen Mitgliedstaaten zu Legislative, Exekutive und Judikative der EU geführt.
Da diese Verschiebungen nur teils geschrieben, zum großen Teil aber ungeschrieben, einzelfallweise und unsystematisch erfolgten und weiter erfolgen, ist eine neue Blüte sowohl des nationalen, z. B. deutschen, als auch des EU-Wirtschaftsverfassungsrechts eingetreten. Dessen Schwerpunkt liegt eher in der klassischen Erfassung, Systematisierung und Abgrenzung der verschiedenen Verfassungsakteure, -Organe, -Gesetzgebungskompetenzen usw.
Danach ist neben den europäischen Grundrechten der Europäische Binnenmarkt die wichtigste grundrechtsähnliche Rechtsinstitution des Europäischen Wirtschaftsverfassungsrechts. Es hat mit der verfassungsrechtlich, also auch gegen die Mitgliedstaaten, garantierten und geschützten Freizügigkeit für Personen, Waren, Dienstleistungen und Kapital unter Aufhebung der nationalen „Binnen-“Grenzen ein einziges einheitliches EU-Verfassungs- und Wirtschaftsgebiet nach innen (neues Inland) und außen geschaffen. Ein weiteres grundlegendes Verfassungsrechtsinstitut der Europäischen Wirtschaftsverfassung ist die Selbständigkeit der EU auf dem Gebiete der Außenwirtschafts-Politik und -Gesetzgebung gegenüber dem Ausland (Drittstaaten bzw. Drittländer) und gegenüber den Mitgliedstaaten nach innen (Gemeinsame Handelspolitik, Art. 133 EGV). Hinzu kommt noch ein – für eine Verfassung relativ detailliertes – Wettbewerbsrecht (Art. 81 ff EGV), das neben dem Kartellrecht (Kartellverbot, Verbot des Missbrauchs einer marktbeherrschenden Stellung, Fusionsrecht) Bestimmungen über staatliche Beihilfen und Vergaberecht umfasst. Fusionsrecht und Vergaberecht sind allerdings im Wesentlichen durch EG-Sekundärrecht geregelt.